# 交通人民委员部

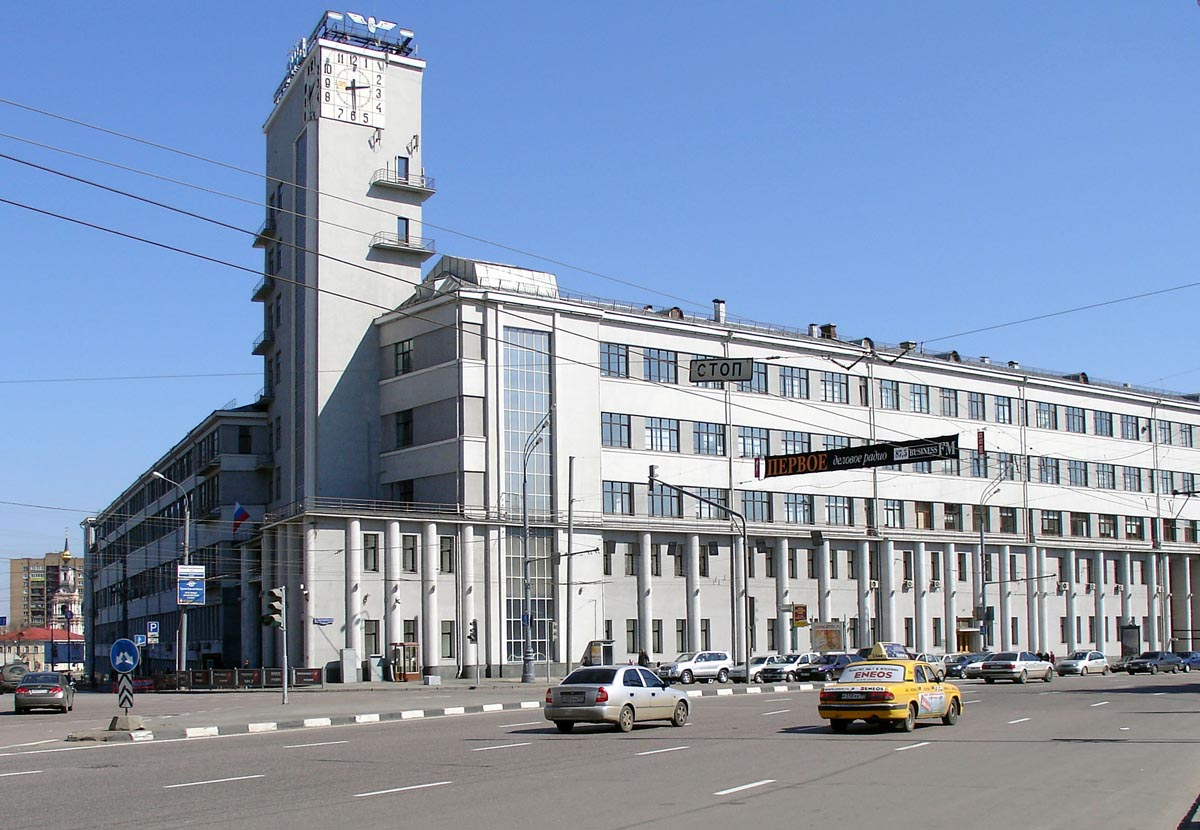
1934年伊万·福明设计的交通人民委员部机关办公楼。

苏联交通人民委员部是1923年至1946年苏联中央政府（即苏联人民委员会）设立的主管交通运输与铁道的一个人民委员部。 

## 历史
苏联成立后，1923年7月6日，苏俄交通人民委员部改组为苏联全联盟交通人民委员部。
1924年1月捷尔任斯基从交通人民委员调任最高国民经济委员会主席时，向劳动国防委员会提交了《关于国家水运的报告》，分析了苏联海军的任务，规划了未来10年中央航运局与国家商船队的造船规划，建议从国外采购少量商船作为临时措施。
1926年苏联第一条电气化铁路，长20km在巴库投入使用。
由于第一次世界大战与俄罗斯内战的破坏，苏联60%的铁路网、90%的铁路机车、80%的铁路车辆被摧毁。直至1928年才恢复到1913年战前的铁路运输能力与运量。
1928年10月，交通人民委员部成立中央公路汽车运输管理局。负责道路事业与汽车运输规划。
1929年3月2日，交通人民委员部研究部创设了造船与修船研究所，由Valentin Pozdunin院士领导。
1930年2月13日，苏联中央执行委员会主席团批准了苏联人民委员会“关于海运与内河航运管理重组”的法案。
1930年秋，造船与修船研究所改为中央海运研究所。所长谢尔盖耶夫。一年后合并了内河航运研究机构，在列宁格勒成立了水运中央科学研究所。在莫斯科设分所。
1930年11月27日，苏联中央执行委员会主席团和苏联人民委员会颁布了《关于铁路沿线法院和专门检察机关的决议》，设立了铁路沿线法院和铁路运输专门检察机关。后于1933年苏联中央执行委员会主席团和苏联人民委员会颁布了《关于铁路沿线法院和铁路运输检察院从各加盟共和国司法人民委员部系统中划归苏联最高法院和苏联检察院系统的决议》，苏联检察院下属运输检察处，后又改组为运输总检察院。
1931年1月30日，苏联中央执行委员会、苏联人民委员会颁布《关于组建苏联水运人民委员部》的法案，相关机构与单位从交通人民委员部系统中分离出去。中央公路汽车运输管理局从交通人民委员部分离出去，改组为苏联公路和汽车运输管理总局，直属于苏联人民委员会。从此，交通人民委员部实际上只管理铁路工作。1936年苏联公路和汽车运输管理总局改组为苏联内务人民委员部公路管理局。
1931年与1932年是苏联第一个五年计划高峰时期，苏联人民委员会颁布很多法律以加强运输，改进铁道与公路运输工作。如布设重型钢轨、扩大道砟使用、建造大马力蒸汽机车与4轴重型铁路货车，铁路车辆使用自动闸与自动车钩，建设半自动或自动互锁系统，引入机电互锁信号系统等等。
1940年，铁路路网运营长度达106 100km，货运5.926亿吨。战前，已有2000km 3千伏直流电气化铁路，四轴火车占货车总数的三分之一。全部车辆采用了自动制动。
苏德战争期间，沦陷区的路网被彻底摧毁，损失了40%的车辆与50%的机车。但铁路运输仍然保障了战争胜利。
1946年3月15日，苏联交通人民委员部改为苏联交通部。

## 苏联交通人民委员
| 苏联交通人民委员                 | 任期                   |
| -------------------------------- | ---------------------- |
| 费利克斯·埃德蒙多维奇·捷尔任斯基 | 1923.7.6 – 1924.2.2    |
| 扬·埃内斯托维奇·鲁祖塔克         | 1924.2.2 – 1930.6.11   |
| 莫伊谢·利沃维奇·鲁希莫维奇       | 1930.6.11 – 1931.10.2  |
| 安德烈·安德烈耶维奇·安德烈耶夫   | 1931.10.2 – 1935.2.28  |
| 拉扎尔·莫伊谢耶维奇·卡冈诺维奇   | 1935.2.28– 1937.8.22   |
| 阿列克谢·维涅吉克托维奇·巴库林   | 1937.8.22 – 1938.4.5   |
| 拉扎尔·莫伊谢耶维奇·卡冈诺维奇   | 1938.4.5 – 1942.3.25   |
| 安德烈·瓦西里耶维奇·赫鲁廖夫     | 1942.3.25 – 1943.2.26  |
| 拉扎尔·莫伊谢耶维奇·卡冈诺维奇   | 1943.2.26 – 1944.12.20 |
| 伊万·弗拉基米罗维奇·科瓦廖夫     | 1944.12.20 – 1946.3.15 |

### 引用
1. ↑  .   [2020-03-14]. （原始内容存档于2020-04-06）.
2. ↑  Sea Transport of the Soviet Union. 1984，第26頁.
3. ↑  Sea Transport of the Soviet Union. 1984，第49頁.
4. ↑  Sea Transport of the Soviet Union. 1984，第34–35頁.
5. ↑  . Bulletin of the Supreme Soviet of the Soviet Union. 1946, (10).